# Finnboga saga ramma
Die Finnboga saga ramma („Saga vom starken Finnbogi“) ist eine Isländersaga aus dem 14. Jahrhundert.

## Überlieferung
Überliefert ist die Saga auf Pergament in der Handschrift AM 132 fol. (die sogenannte Möðruvallabók), fol. 100a–114a, in der Handschrift AM 510 4°, fol. 66–87, und in dem Fragment AM 162C 4 fol., 1 Bl. Daneben gibt es 14 Papierhandschriften, die zum Teil zu AM 132 und zum Teil zu AM 510 passen, zum Teil aber auch Mischtexte enthalten.

## Handlung
Der Gode Ásbjörn befiehlt der Mutter, das während seiner Abwesenheit zu gebärende Kind auszusetzen, weil er sich an seiner Ehefrau für früheren Ungehorsam rächen will. Das Kind wird gefunden und wächst bei Zieheltern auf, bis sein Oheim, der Gode Þorgeirr, dem Vater den Bruch der Freundschaft androht, wenn er seinen Sohn nicht bei sich aufnimmt. Mit 16 Jahren verlässt Finnbogi Island und stellt seine Kraft und somit seine Reife als erwachsener Mann unter Beweis, indem er einen riesigen Bären tötet. In Norwegen angekommen, geht er auf Veranlassung von Jarl Hákon auf Wikingerfahrt ins Mittelmeer, um Geld und Reichtümer zu erbeuten. Er gelangt nach Griechenland und schließlich an den Hof des Königs Jón in Konstantinopel. Beeindruckt von Finnbogis Körperkraft, verleiht ihm der König den Beinamen „der Starke“. Nach diesem und weiteren Abenteuern kehrt er heim und ist in Händel und Fehden verwickelt, die zwar zu seinem Recht, aber nicht zu seinem Ansehen und seiner gesellschaftlichen Akzeptanz beitragen. Erst als die Unterstützung aus der Familie durch den Tod der älteren Generation abnimmt, wird Finnbogi bereit, sich um dauerhafte freundschaftliche Allianzen zu bemühen und so zum gesellschaftlichen Ausgleich beizutragen.

## Hintergrund
Die Titelfigur hat einen historisch belegten Hintergrund, da Finnbogi namentlich in der Landnámabók, in der Vatnsdœla saga und in der Íslendingadrápa genannt wird. Die Darstellung in der Saga ist jedoch weitgehend fiktional und von der historischen Vita abgelöst.

### Ausgaben
- Hugo Gering: Finnboga saga hins ramma. Halle an der Saale: Niemeyer 1879.

### Übersetzungen
- Die Geschichte von Finnbogi dem Starken. Übersetzt von Frank Fischer. In: Fünf Geschichten aus dem westlichen Nordland, übersetzt von Frank Fischer und Walther Heinrich Vogt. Neuausgabe mit einem Nachwort von Helmut Voigt. Düsseldorf: Diederichs 1964 (Sammlung Thule: Altnordische Dichtung und Prosa, Bd. 10). S. 127–205.
- Finnboge rammes saga. Övers. av Åke Ohlmarks. In: De isländska sagorna. I tolkning, med skaldevers och kommentar av Åke Ohlmarks. Fjärde bandet. Stockholm: Steinviks bokförlag 1964. S. 421–475 (schwedisch).
- Soga um Finnboge den ramme. Overs. av Aslak Tonna. In: Islandske sogor - Fljotsdøla og Finnboge den ramme. Från gamalnorsk av Aslak Tonna. Ny gjenomset utg. Oslo: Norsk barneblads forlag 1943. S. 69–120 (norwegisch).
- The saga of Finnbogi the Strong. Translated by W. Bryant Bachman, Jr., and Guðmundur Erlingsson. Lanham: University Press of America 1990 (englisch).
- The Saga of Finnbogi the Mighty. Translated by John Kennedy. In: Viðar Hreinsson (General Editor), The Complete Sagas of Icelanders including 49 Tales. Volume III. Reykjavík: Leifur Eiríksson Publishing 1997. S. 221–270 (englisch).

### Nachschlagewerke
- Kurt Schier: Sagaliteratur. Stuttgart: Metzler 1970 (Sammlung Metzler, Bd. 78).
- Rudolf Simek, Hermann Pálsson: Lexikon der altnordischen Literatur (= Kröners Taschenausgabe. Band 490). Kröner, Stuttgart 1987, ISBN 3-520-49001-3.

### Sekundärliteratur
- Claudia Müller: Erzähltes Wissen. Die Isländersagas in der Möðruvallabók (AM 132 fol.) (= Texte und Untersuchungen zur Germanistik und zur Skandinavistik, Bd. 47; zugl. Bonn, Univ., Diss., 1999). Frankfurt am Main: Lang 2001, S. 93–108.